# 江格斯乡
江格斯乡，是中华人民共和国新疆维吾尔自治区塔城地区裕民县下辖的一个乡镇级行政单位。

## 行政区划
江格斯乡下辖以下地区：
江格斯村、江格斯南村、切格尔村、吉兰德村、均朱热克村、白铁克村、塔斯特布拉克村、铁日斯布拉克村和牧业新村。